# José Reinaldo Tavares
José Reinaldo Carneiro Tavares (São Luís, 19 de marzo de 1939) es un político e ingeniero civil brasileño, afiliado al Partido Socialista Brasileño.
El cargo más importante ocupado por Tavares ha sido el de gobernador del estado de Maranhão. Fue elegido en las elecciones de 2002 con el apoyo del expresidente y actual senador por el estado de Amapá, José Sarney, dando así continuidad al dominio en la región del sarneismo. Es así ya que desde 1966 todos los gobernadores elegidos habían sido apoyados por Sarney. Sin embargo, por un conflicto de su esposa, Alexandra, con la senadora Roseana Sarney, hija del expresidente, Tavares rompe con el sarneismo en 2003 reuniendo desde entonces un grupo opositor que presentaría a Jackson Lago en las elecciones a la gobernadoría de 2006. Lago vencería las elecciones, poniendo fin a la hegemonía del sarneismo.